# 豊橋市立前芝中学校
豊橋市立前芝中学校（とよはししりつまえしばちゅうがっこう）は愛知県豊橋市前芝町にある公立中学校。

## 概要
全校生徒約150名の小規模校。生徒主体の活動が特色で、ノーチャイム制や清掃時間を設けずに自主的に行っている。

## 沿革
- 1947年（昭和22年）4月 - 前芝村立前芝中学校創立。
- 1955年（昭和30年）3月 - 豊橋市への合併で豊橋市立前芝中学校となる。

## 教育目標
- 校訓
  - 「こころ明るく たゆまぬ努力」
- 教育目標
  - 自ら学ぶ生徒
  - 礼儀正しい生徒
  - たくましい生徒

## 主な学校行事
- 三校合同運動会 - 前芝中学校・前芝小学校・前芝保育園合同実施の運動会。
- 農業体験活動 - 「ふれあい農園」での作物を育て、収穫する。

## 所在地
- 〒441-0152 愛知県豊橋市前芝町字塩見1番地

## アクセス

### バス
- しおかぜバス かずクリニック下車、西へ200m

### 電車
- 東海道線 西小坂井駅下車、南西へ2.5km（徒歩40分）

### 自動車

#### 蒲郡・田原方面より
- 国道23号バイパス 前芝インターチェンジ下車、小坂井バイパス方面へ500m

#### 豊橋駅・豊川方面より
- 豊橋駅・豊川インターチェンジから蒲郡方面へ6km